# 神宮式年遷宮

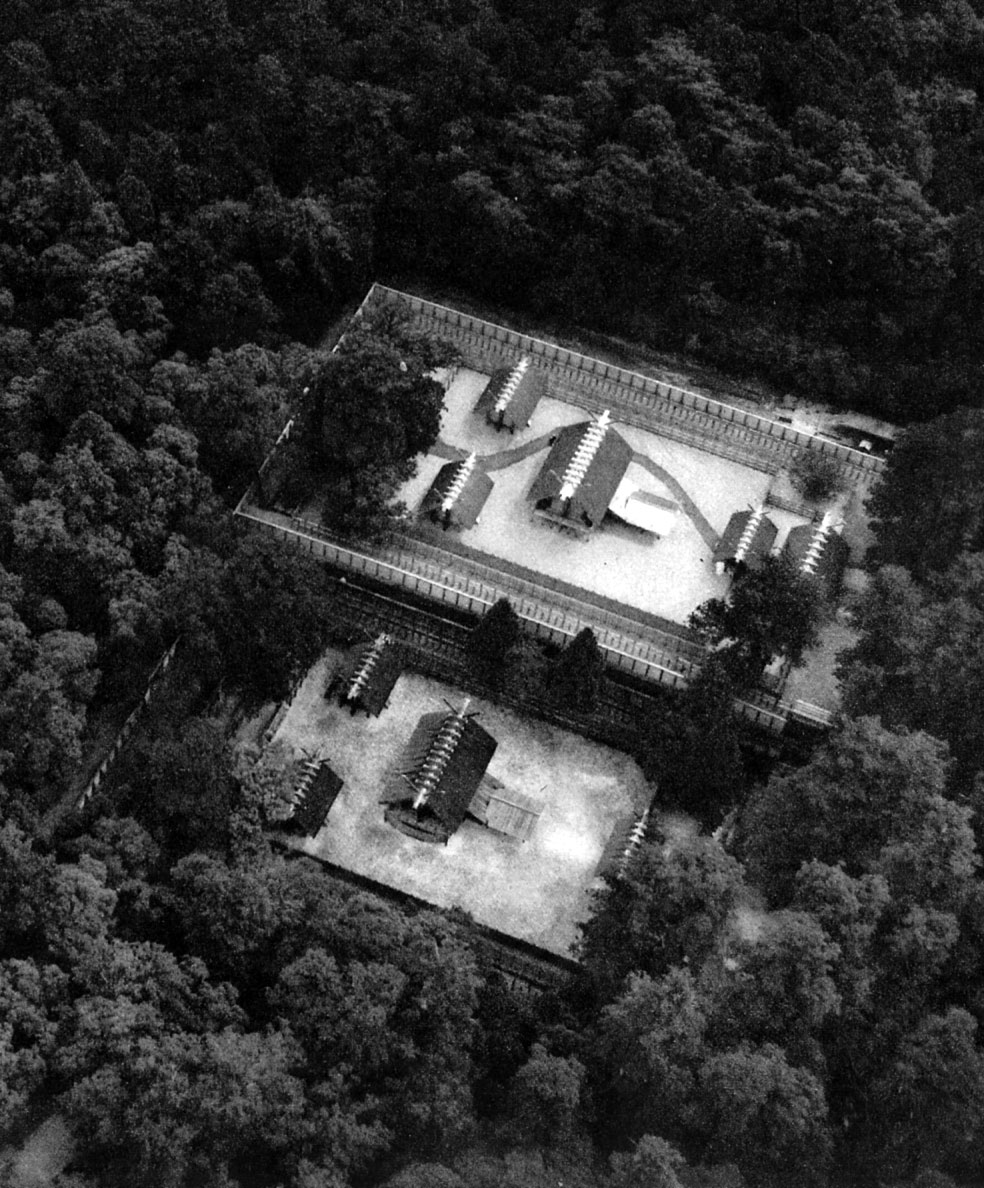
1953年の第59回内宮式年遷宮（上が新殿舎、下が旧殿舎）

神宮式年遷宮（じんぐうしきねんせんぐう）は、神宮（伊勢神宮）において行われる、定期的な遷宮のことである。式年は、基本的に20年ごととされている。

## 概要

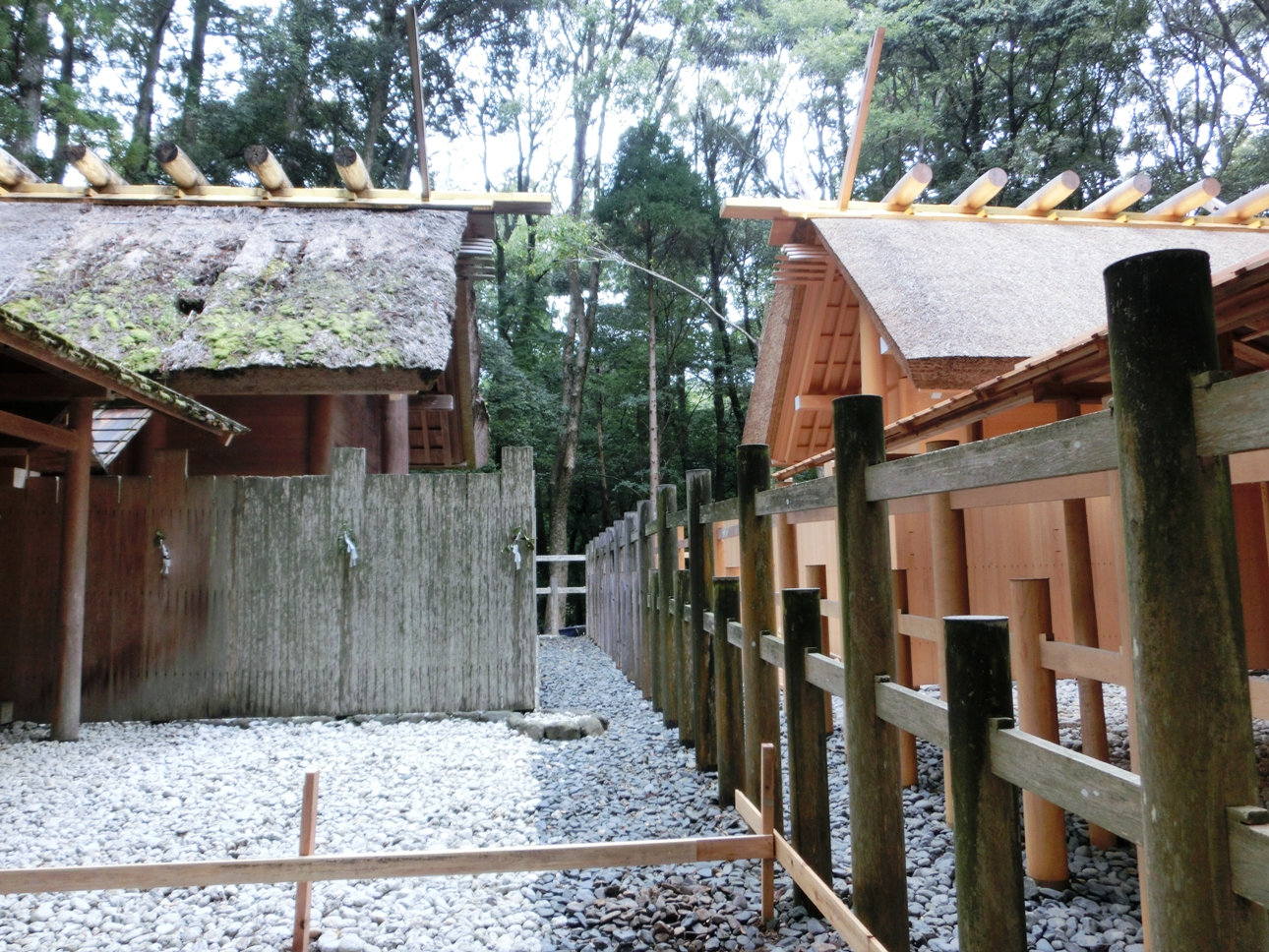
第62回式年遷宮に伴い建てられた外宮別宮多賀宮の新旧社殿（2013年）

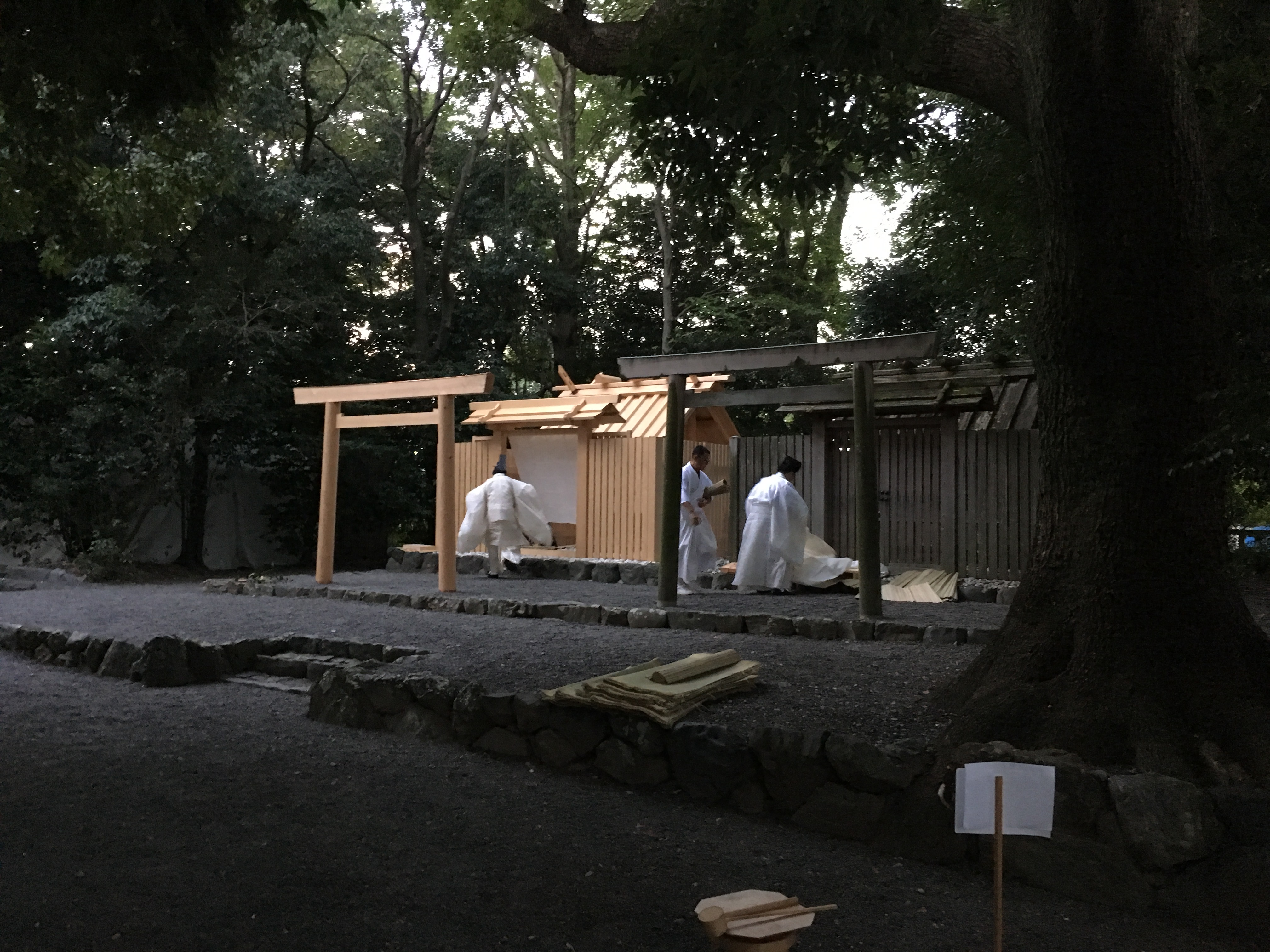
外宮（豊受大神宮）摂社清野井庭神社の遷宮当日の様子（2017年）

原則として20年ごとに、内宮（皇大神宮）・外宮（豊受大神宮）の2つの正宮の正殿、14の別宮の全ての社殿を造り替えて神座を遷す。このとき、宝殿外幣殿、鳥居、御垣、御饌殿など計65棟の殿舎のほか、714種1576点の御装束神宝（装束や須賀利御太刀等の神宝）、宇治橋なども造り替えられる。
記録によれば神宮式年遷宮は、飛鳥時代の天武天皇が定め、持統天皇4年（690年）に第1回が行われた。その後、戦国時代の120年以上に及ぶ中断や幾度かの延期などはあったものの、2013年の第62回式年遷宮まで、およそ1300年にわたって行われている。
2005年から第62回式年遷宮の各行事が進行し、2009年に主要な行事である内宮に係る「宇治渡始式」が、2013年には正遷宮（神体の渡御）が斎行された。神宮司庁によると、2013年までの各行事を含む第62回式年遷宮全体の費用は、建築、衣服、宝物の製作を含め約550億円と公表。このうち、330億円が伊勢神宮の自己資金で、220億円が寄付で賄われた。
なお、伊勢神宮が世界遺産に登録されていない理由として、この式年遷宮が世界遺産に求められる「不変性」「保護」の観点と相容れないことが挙げられている。

## 意義

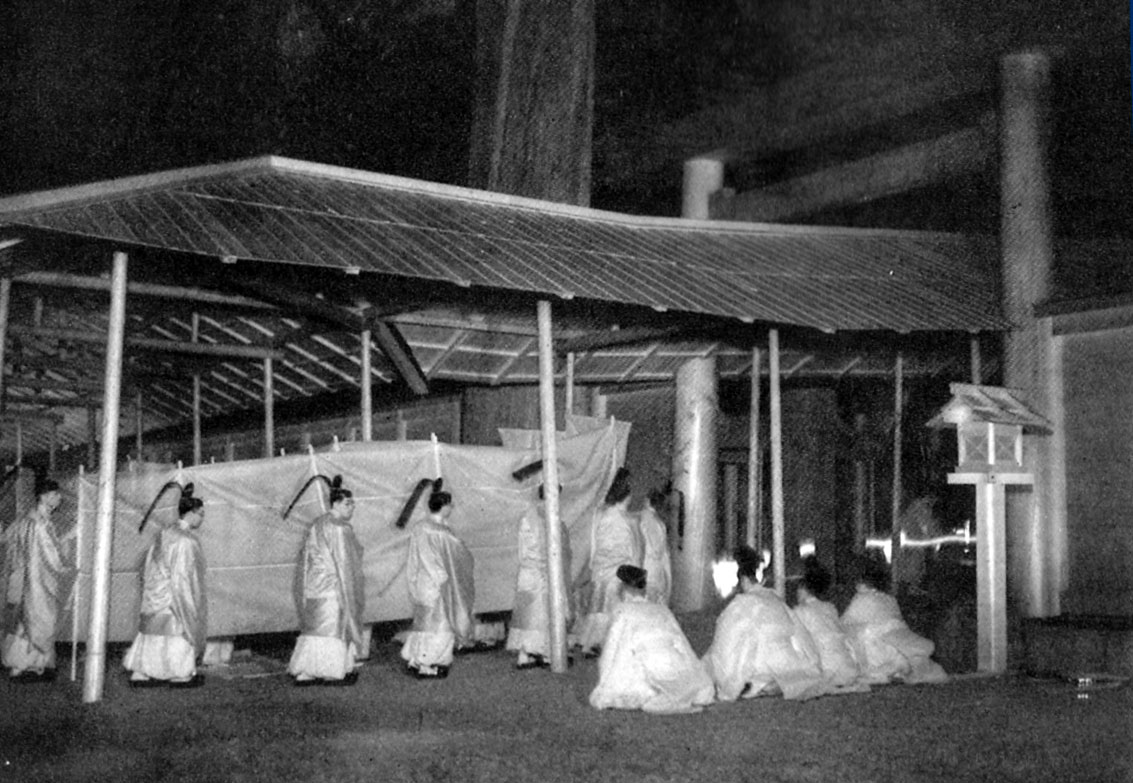
1953年10月5日に行われた外宮遷御の儀（史上初めて写真撮影が許可された）

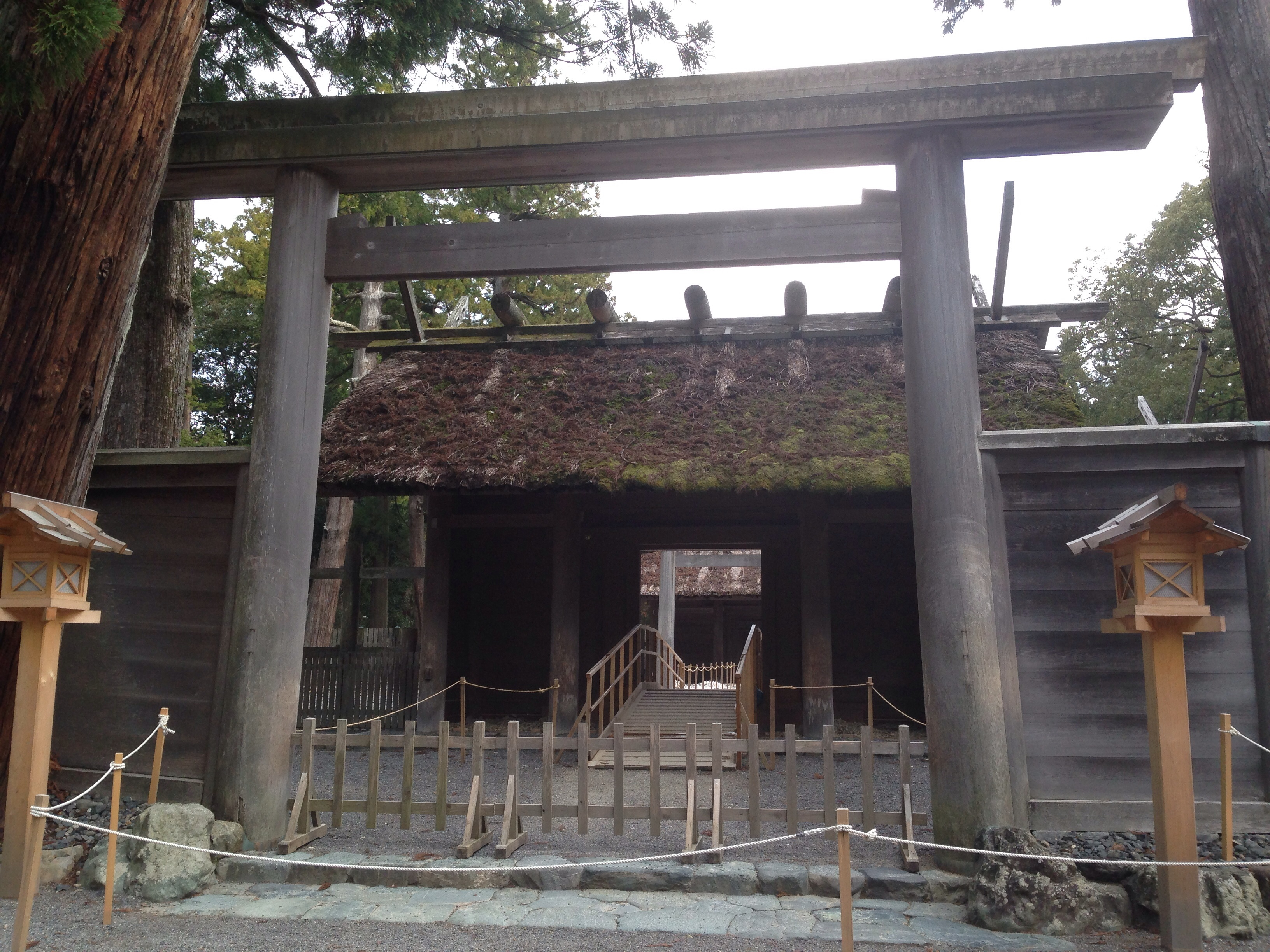
2013年の式年遷宮による外宮旧社殿（2014年3月撮影）

式年遷宮を行うのは、萱葺屋根の掘立柱建物で正殿等が造られているためである。塗装していない白木を地面に突き刺した掘立柱は、風雨に晒されると礎石の上にある柱と比べて老朽化し易く、耐用年数が短い。そのため、一定期間後に従前の殿舎と寸分違わぬ弥生建築の殿舎が築かれる。
漆を木の塗装に用いるのは縄文時代から見られ、式年遷宮の制度が定められた天武天皇の時代、7世紀頃には、既に礎石を用いる建築技術も確立されていた。現に、この時代に創建（または再建）された法隆寺の堂宇は、世界最古の木造建築としての姿を今に伝えている。
2013年の式年遷宮広報本部は、式年遷宮を行なう理由として、神の勢いを瑞々しく保つ「常若（とこわか）の思想」があると説明している。『延喜式』にも記された20年という間隔の由来については、式年遷宮記念せんぐう館の小堀邦夫館長が糒（ほしい）の貯蔵年限が20年だったことを挙げているほか、20が聖なる数とされていたという見解、古代の暦法、宮大工や神宝職人の技術伝承など諸説ある。

## 用材

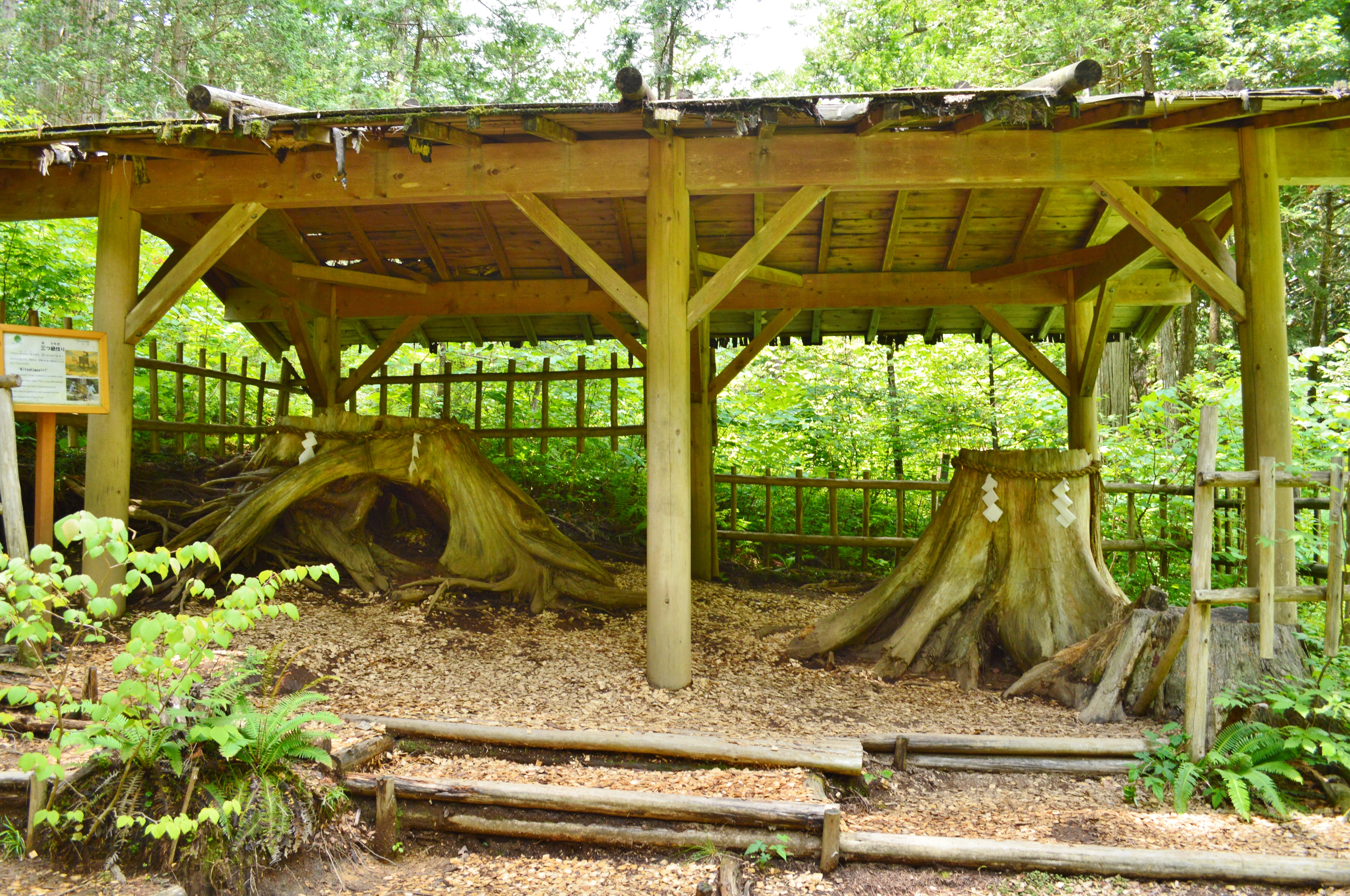
1985年の伊勢神宮内宮・外宮の御神木伐採跡（長野県上松町の赤沢自然休養林）

遷宮においては、1万本以上のヒノキ材が用いられる。その用材を伐りだす山は、御杣山（みそまやま）と呼ばれる。
御杣山は、14世紀に行われた第34回式年遷宮までは、3回ほど周辺地域に移動したことはあるものの、すべて神路山と島路山、高倉山という内宮・外宮背後の山であった。
その後、内宮の用材の御杣山は第35回式年遷宮から三河国に移り、外宮の用材の御杣山は第36回式年遷宮から美濃国に移り、第41回式年遷宮から第46回式年遷宮までは伊勢国大杉谷を御杣山とした。この伊勢国大杉谷は、徳川御三家の一つである紀州徳川家の領地である紀州藩にあった。
しかし、原木の枯渇による伐り出しの困難さから、第47回式年遷宮から、同じ徳川御三家でも尾張徳川家の領地である尾張藩の木曽谷に御杣山は移された。以後、第51回式年遷宮のみ大杉谷に戻ったものの、300年以上にわたり木曽谷を御杣山としている。
明治時代には、木曽谷を含む尾張藩の森林は国有化された。明治時代後期から大正時代にかけて、木曽の赤沢をはじめとする地域に神宮備林が設定され、樹齢200年から300年の用材の安定提供を可能とする計画的植林が行われ始めた。第二次世界大戦後、神宮備林の指定は外されたものの、以後も遷宮用材の主な供給地となっている。
神宮では、1923年に森林経営計画を策定し、再び正宮周辺の神路山・島路山・高倉山の三山を御杣山とすべく、1925年または1926年から、三山へのヒノキの植林を続けている。遷宮の用材として使用できるまでにはおおむね200年以上かかるため、この三山の植林から生産された用材が本格的に使用されるのは100年以上後の2120年頃となる。また、この計画は、400年後の2400年頃には、三山からの重要用材の供給も目指す遠大なものである。なお、内宮正殿の御扉木について、本来の様式通りに一枚板とするためには、樹齢900年を超える用材が必要となると試算されている。2013年（平成25年）に行われた第62回式年遷宮では、約700年ぶりに、この正宮周辺三山からの間伐材を一部に使用し、全用材の25%が賄われた。
さらに、明治100年記念として神宮が購入した宮崎県・鹿児島県の記念林は、当初の目的は財政補給であったものの、ヒノキの生産に適していると見られることから、三山および瀧原宮の神域林とあわせて、用材の供給源となることが期待されている。
式年遷宮の際に解体される旧殿に使用された用材は、神宮内やその摂社・末社をはじめ、全国の神社の造営等に再利用される。例えば、内宮正殿の棟持柱については宇治橋神宮側鳥居となり、さらに関の東の追分の鳥居となる習わしである。また、外宮正殿の棟持柱は宇治橋おはらい町側鳥居となり、さらに桑名の七里の渡しの鳥居となる習わしである。
2013年の遷宮では、ヒノキ不足から遷宮史上初めて、青森県産のアスナロ（ヒバ）が用いられた。
2016年2月、伊勢神宮の内宮と外宮に納められていた神宝のうち、革御靭、銅黒造の御太刀、梓御弓、御楯が兵庫県姫路市の射楯兵主神社に譲渡された。

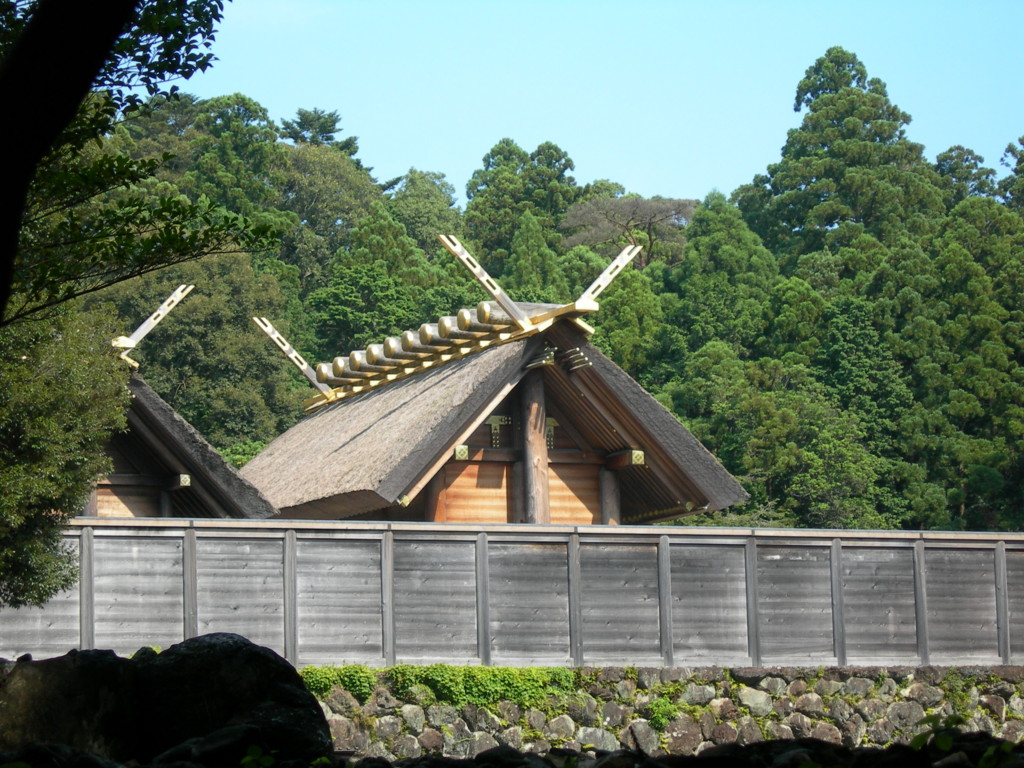
内宮御正殿妻側（中央の柱が棟持柱）
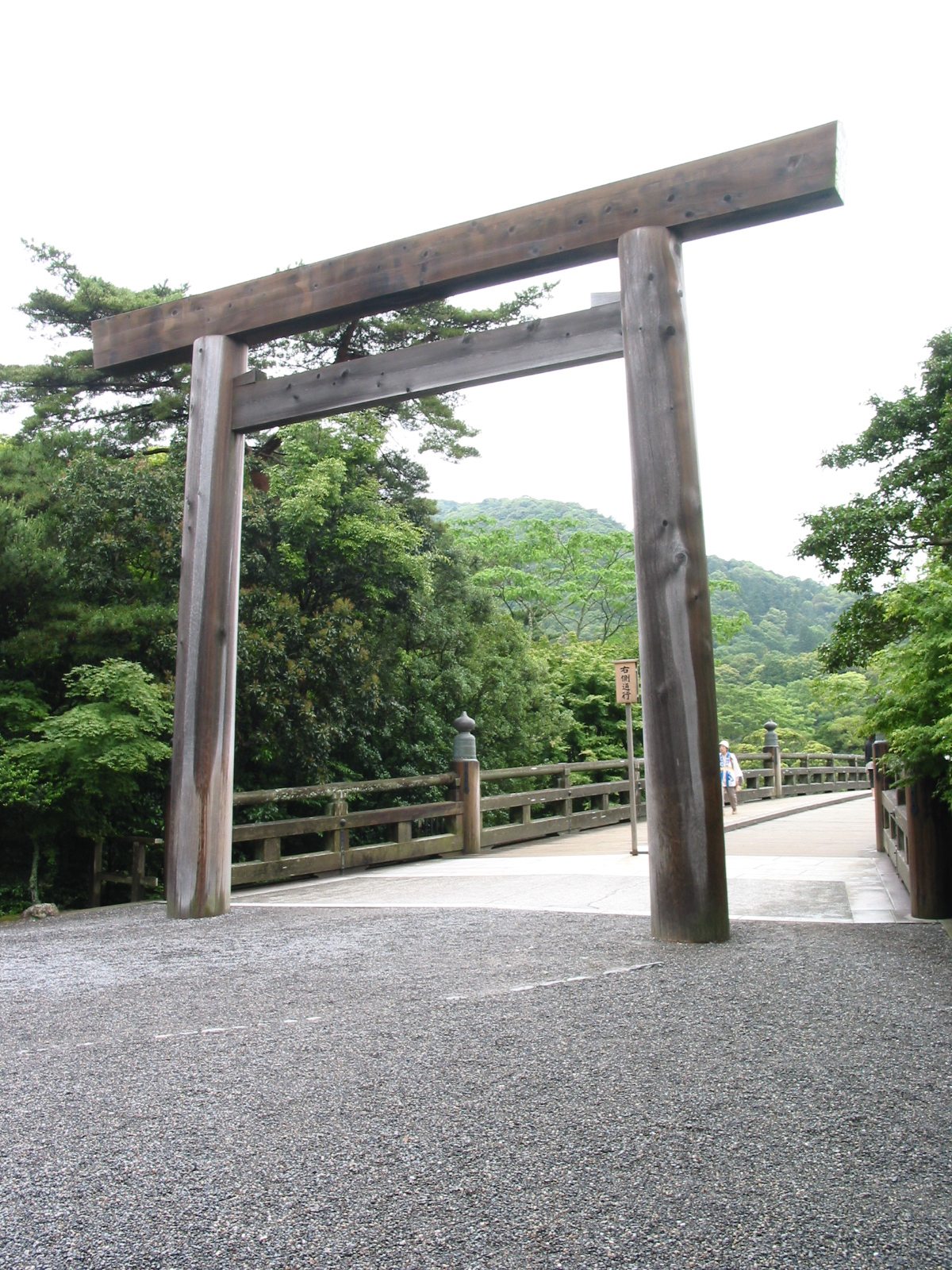
宇治橋神宮側鳥居
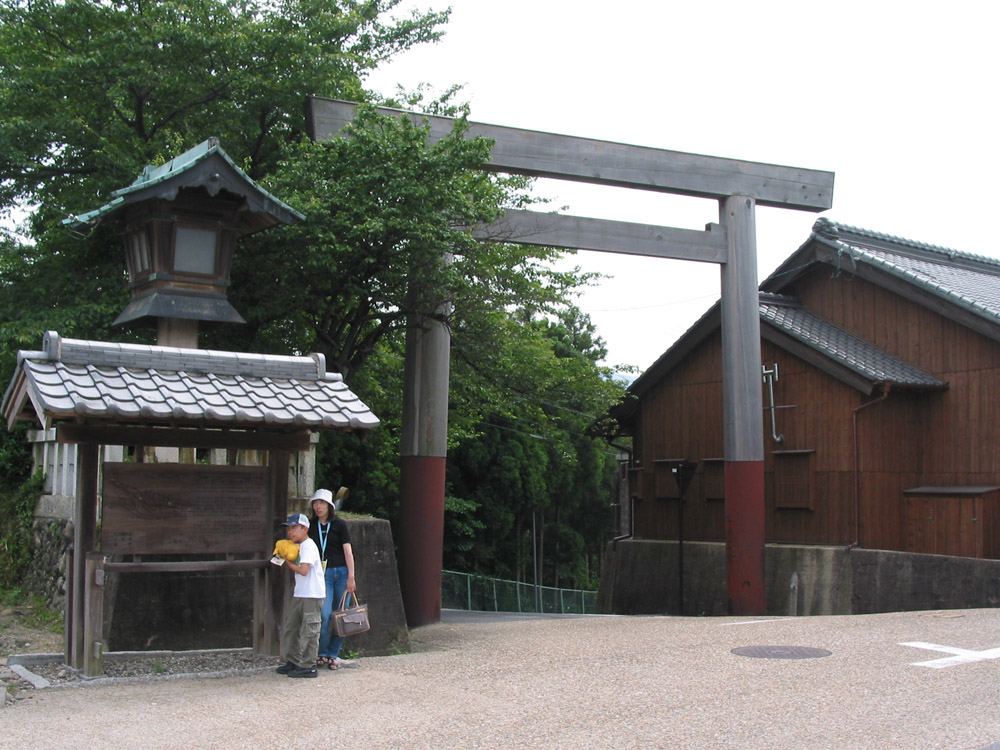
関宿東の追分の鳥居
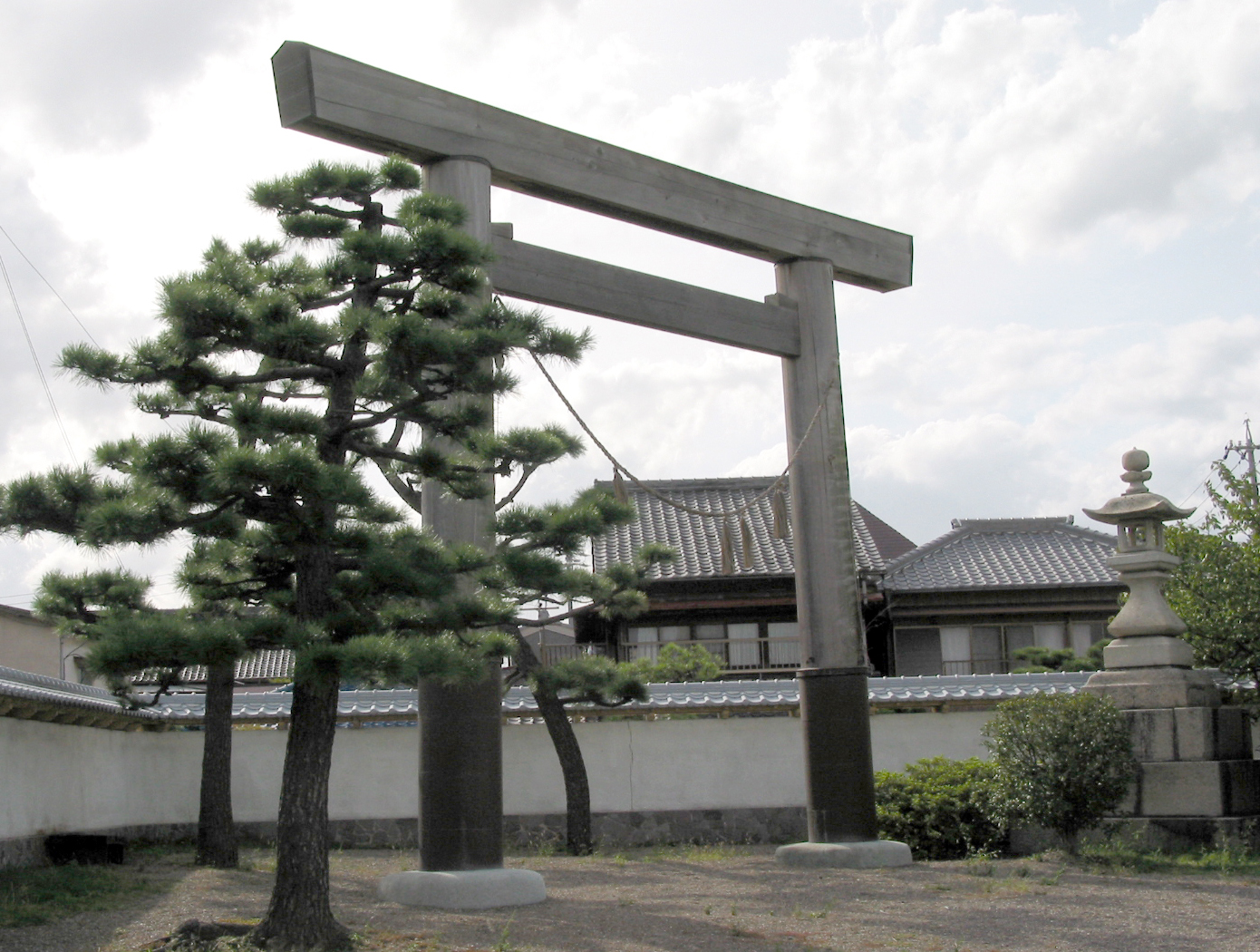
桑名宿　七里の渡し跡の鳥居

### 山田工作場
神宮司庁は、式年遷宮に必要な大量の用材や、屋根用の萱の加工のための工場である「神宮司庁山田工作場」を外宮敷地内に持っている。場内には、製材所・加工所・加工材木の乾燥倉庫・屋根用の萱の乾燥倉庫及び加工場・用材を加工まで保存しておく堀や、各工場を結ぶトロッコ軌道などがある。ここでは常に小規模な社殿の建て替えや修復のために製材が行われているが、正遷宮の前後は多くの伝統技術を持った大工らが全国から集まって来るため、職人用の寮も敷地内にある。多くの大工に神宮の建築様式を伝承していくのも、山田工作場が持つ大きな役割である。

## 祭典と行事
式年遷宮では、多くの祭典と行事が行われる。
下記の年月日は、左側が第61回神宮式年遷宮の日程、中央が第62回神宮式年遷宮の日程、右側が第63回神宮式年遷宮の日程である。年月日が記されていないものは、未決定のものである。
なお「※」印が付されたものは、御治定（ごじじょう）といい、天皇が日程を定める。
山口祭※
- 1985年5月2日 / 2005年5月2日 / 2025年5月2日[13]
- 遷宮の最初の行事。用材を切り出す御杣山の山口にある神を祭る儀式。
- 現在、用材は木曽山中から切り出すが、この儀式は古来のまま内宮は神路山、外宮は高倉山と、いずれも境内背後の山で行われる。

木本祭※
- 1985年5月2日 / 2005年5月2日 / 2025年5月2日[13]
- 心御柱にする木を切り出す前に、その木の神を祭る儀式。
- 深夜に行われ非公開。

御杣始祭

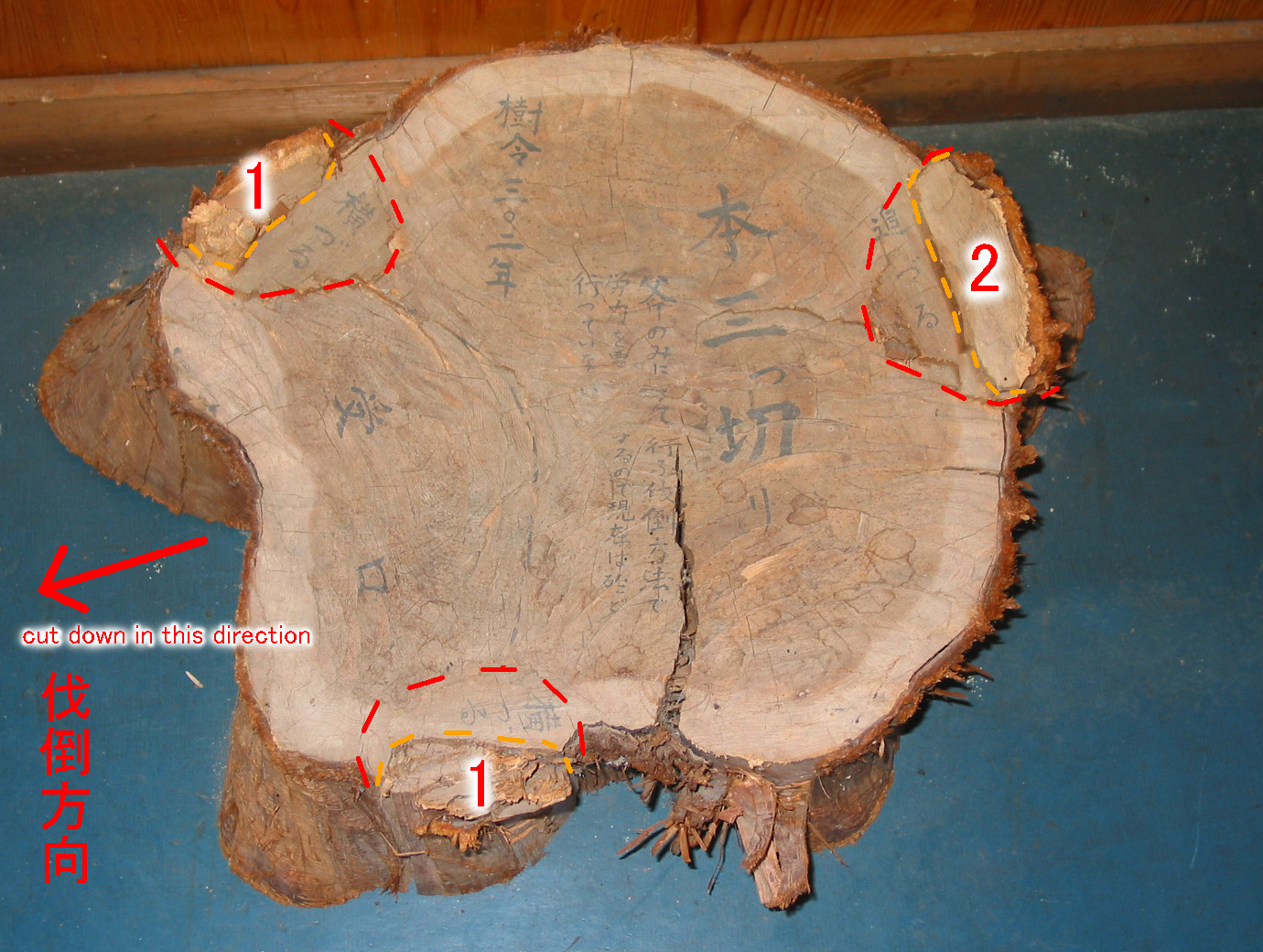
三ツ尾伐り

- 1985年6月3日 / 2005年6月3日 / 2025年6月3日[13]
- 御樋代（御神体を納める容器）にする木を切り出す行事。
- 前回と同じく、長野県上松町の赤沢自然休養林で行われる。
- 用材は「三ツ尾伐り」（三つ紐伐り）という古くからの作法で切り出す。
- 式典は、内宮・外宮の順で行われ、内宮用・外宮用各1本伐採される。2本が交差するように倒すのが習わしである。
- 山元からの輸送は木曽森林鉄道を用いるのが慣わしになっている。現在もごく短距離ではあるが休養林の保存線を使用する。

裏木曽御用材伐採式
- 1985年6月5日 / 2005年6月5日 / 2025年6月5日[13]
- 御樋代木は裏木曽でも切るため、その安全を祈願する。
- 前回と同じく、岐阜県中津川市（以前の加子母村）で行われる。
- 式典次第は、御杣始祭と同様である。
- 山元からの輸送は鉄道時代より北恵那交通が担当することが慣わしになっている。

御樋代木奉曳式
- 内宮：1985年6月10日 / 2005年6月9日 / 2025年6月9日
外宮：1985年6月11日 / 2005年6月10日 / 2025年6月10日[13]
- 木曽から切り出された御樋代木（両宮とも予備2本を含む）を伊勢到着後両宮境内五丈殿まで運び入れる儀式。
- 内宮へは五十鈴川を三重県営体育館裏から内宮境内風日祈宮橋まで木橇で遡る（「川曳」）。
- 外宮へは宮川河畔の度会橋から市内を外宮まで奉曳車で曳く（「陸曳」）。厳密には市内の奉曳は地元奉曳本部主催の「奉曳行事」であり、神宮主催の「奉曳式」は、外宮北御門から五丈殿までである。

繰り糸はじめ式
- （前回不詳） / 2005年7月8日 / （未決定）
- 愛媛県西予市の製糸工場にて、御神宝・御装束に使う生糸の生産開始にあたり行う。

御船代祭※
- 内宮：1985年9月17日 / 2005年9月17日 / 2025年9月17日
外宮：1985年9月19日 / 2005年9月19日 / 2025年9月19日[14]
- 両正宮および別宮の御樋代を納める御船代（船の形をしている）の用材を切り出すにあたり行われる儀式。
- 参進、修祓ののち宮山祭場（内宮：風日祈宮橋南東、外宮：土宮東方）で祭儀が行われる。
- 最重要なのは「物忌」と呼ばれる童男（内宮）、童女（外宮）が忌斧で木を伐る儀式。
- 実際の用材は、木曽（内宮）および裏木曽（外宮）で、この儀式の進行に合わせ伐り出される。

御装束神宝御料織初式
- 前回不詳 / 2005年11月9日 / （未決定）
- 京都市上京区にある織物工場で、御装束・御神宝の織り初めにあたり、祝詞奏上や雅楽奉納、清祓などを行う。

御木曳初式
- 内宮・同別宮：1986年4月12日 / 2006年4月12日（但し瀧原2宮と伊雑宮は4月16日） / （未決定）
外宮・同別宮：1986年4月13日 / 2006年4月13日 / （未決定）
- 御木曳行事の皮切りとして両宮正殿垂木などの重要な用材（「役木」という）を、特定の「神領民」（江戸時代以前の伊勢神宮領地の住民）が運搬する儀式。第61回までは「棟持柱など」という表現をしていたが、第62回には「棟持柱」は含まれないと公表している。
- 役木は内宮・外宮とも正宮が各3本、別宮は各1本である。
- 御樋代木奉曳式とほぼ同様であるが、以下の点が異なる。
  - 内宮境内への曳き上げは御手洗場からとなる。
  - 陸曳は宮川から木を引き揚げ、宮川堤防で水を切る「どんでん」という作業を再現する。
  - 別宮役木は、御敷地まで運び入れるため、最後は木を担いで奉搬するところもある。また域外の内宮別宮へは橇または奉曳車による陸曳となる。
  - 奉曳車は各地域独自のものとなり、木遣り歌なども異なる。
- 役木曳とも言う。

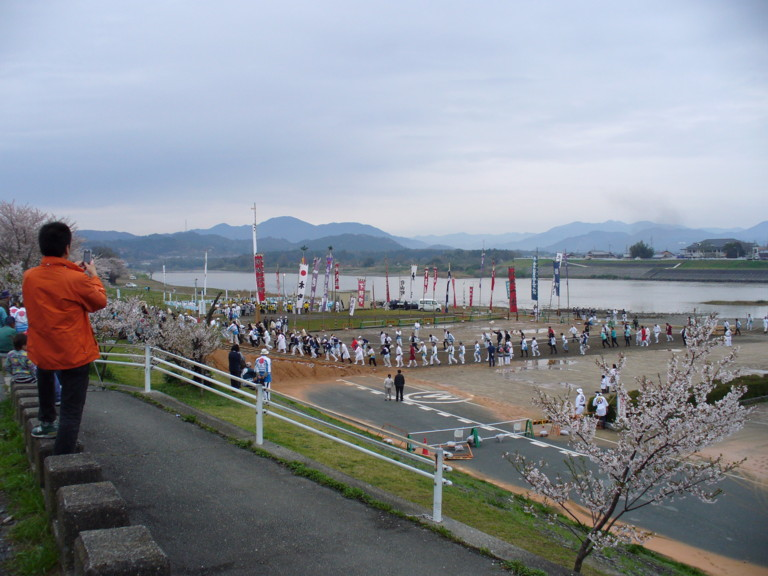
宮川河川敷をそりで曳かれる役木
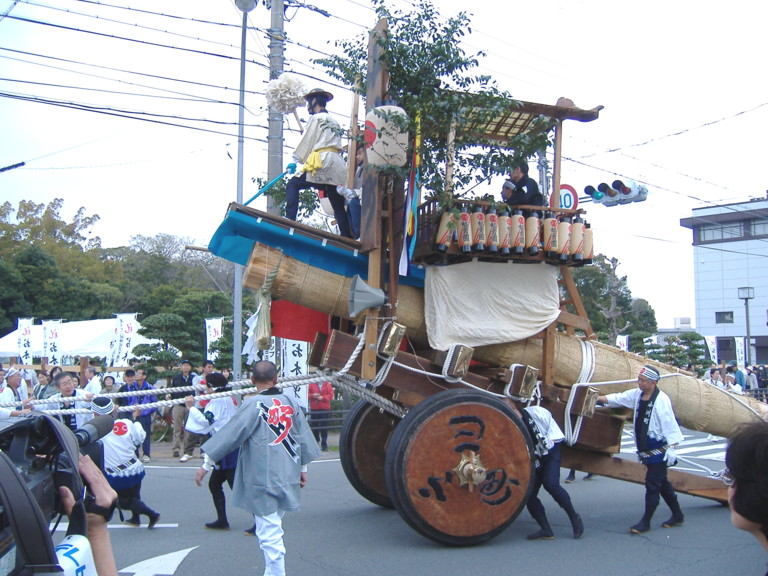
外宮前を曲がる役木を載せた奉曳車
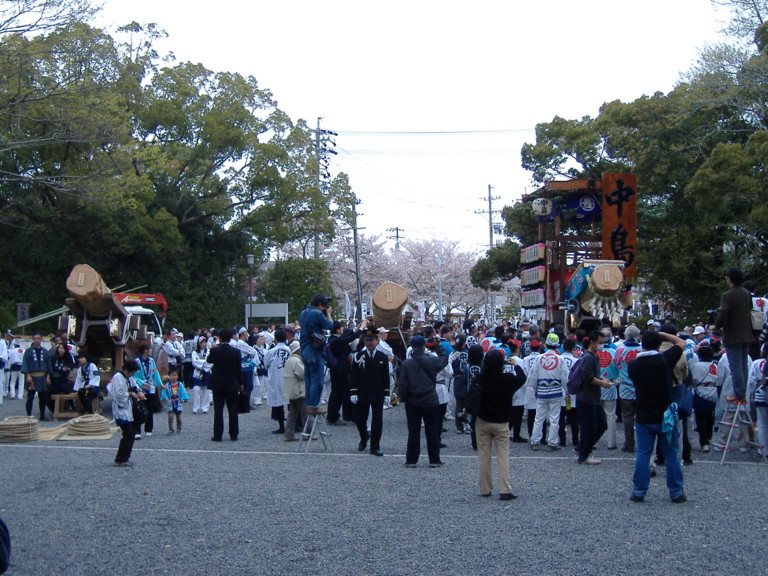
外宮火除橋前に揃った正宮の役木
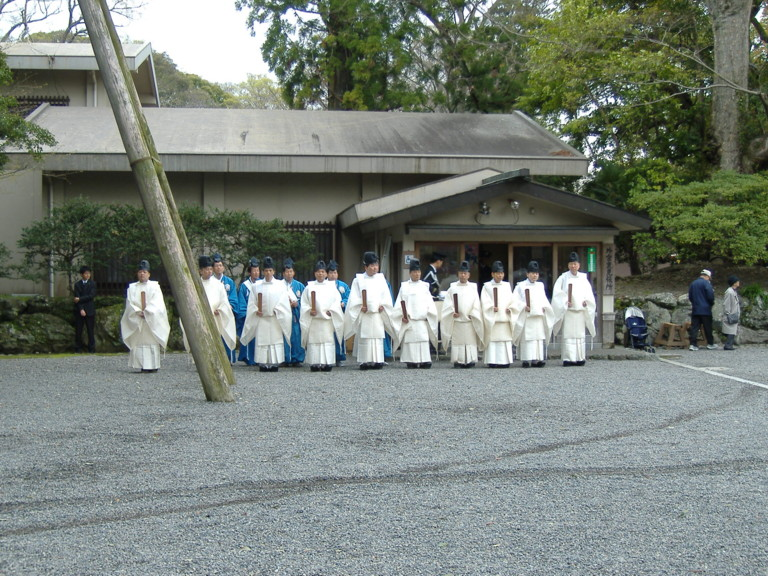
外宮火除橋前に並んだ神官
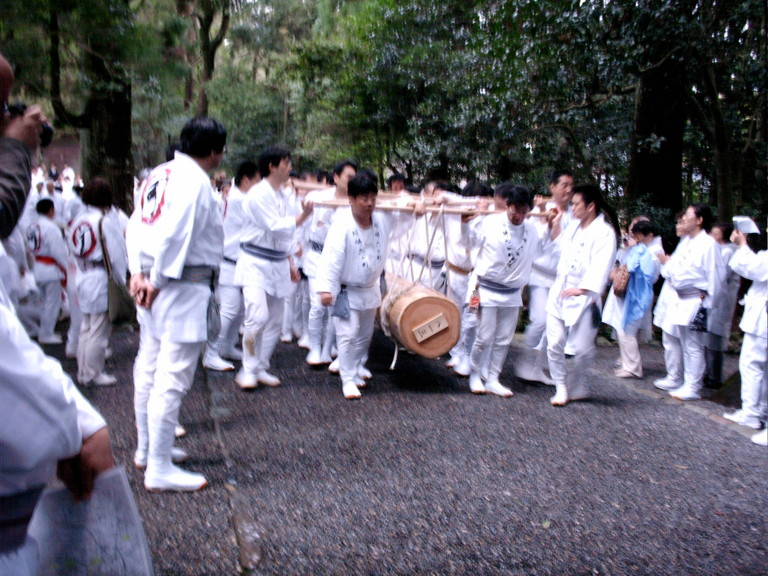
外宮宮域を担いで運ばれる役木
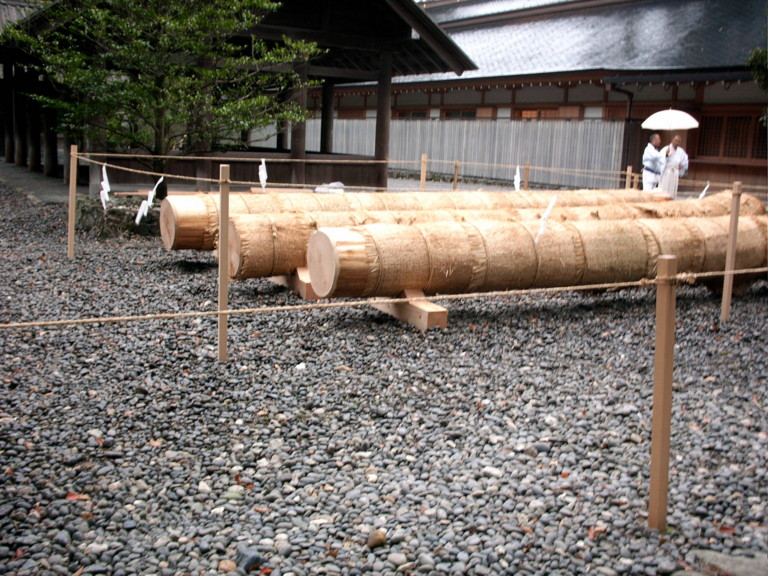
外宮正宮に奉納された3本の役木
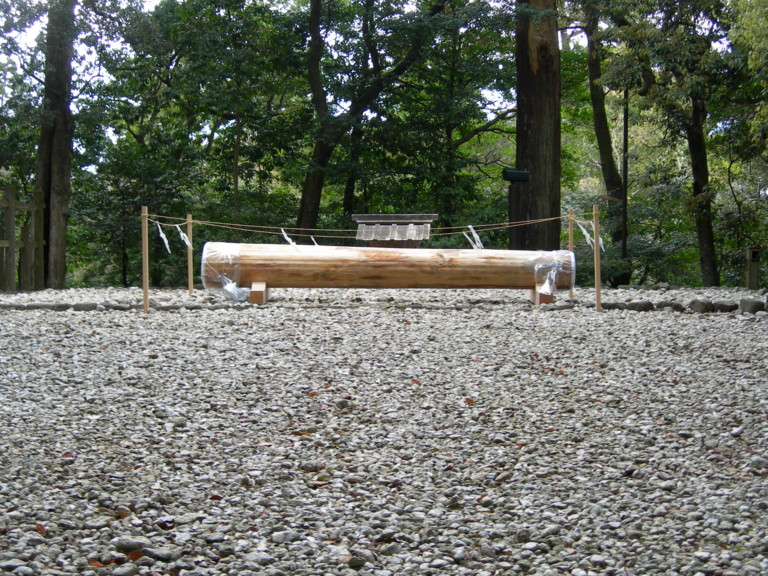
外宮別宮多賀宮に奉納された役木
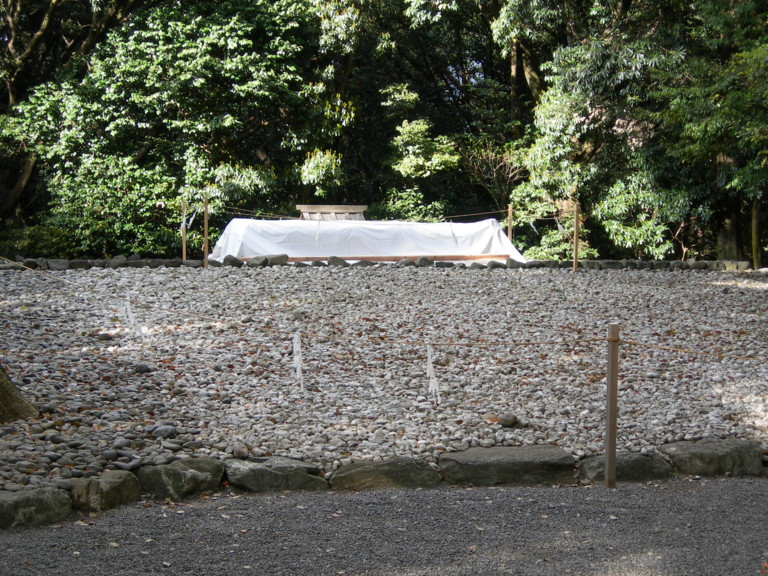
外宮別宮月夜見宮でシートを掛けられた役木

木造始祭
- 1986年4月21日 / 内宮・外宮：2006年4月21日、荒祭宮・多賀宮:4月22日、月讀4宮:4月23日、瀧原2宮・伊雑宮:4月25日、風日祈宮・倭姫宮:4月27日、土宮・月夜見宮・風宮:4月28日 / （未決定）
- 造営工事の開始にあたって作業安全を祈る儀式。
- 御木曳初式で運び入れられた役木の前に神饌を供え、家屋の守護神である屋船大神に祝詞を奏上する。
- 小口を切り、墨を引き、忌斧を打ち入れる所作を行なう。
- 手斧始とも事始神事ともいう。
- 内宮では祭儀の前に、外宮では祭儀の後に、「神宮司庁」が造営作業に携わる「神宮式年遷宮造営庁」の関係者を膳と神酒でもてなす饗膳の儀が行われる。

御木曳行事

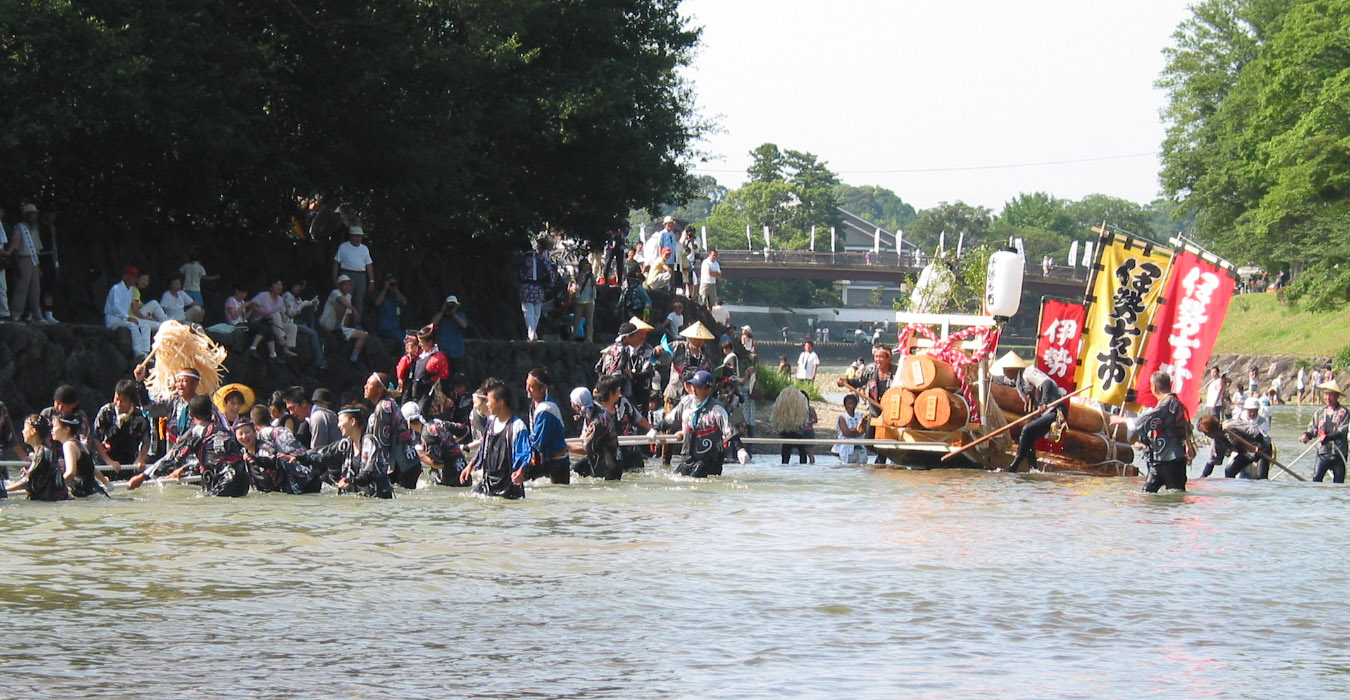
川曳

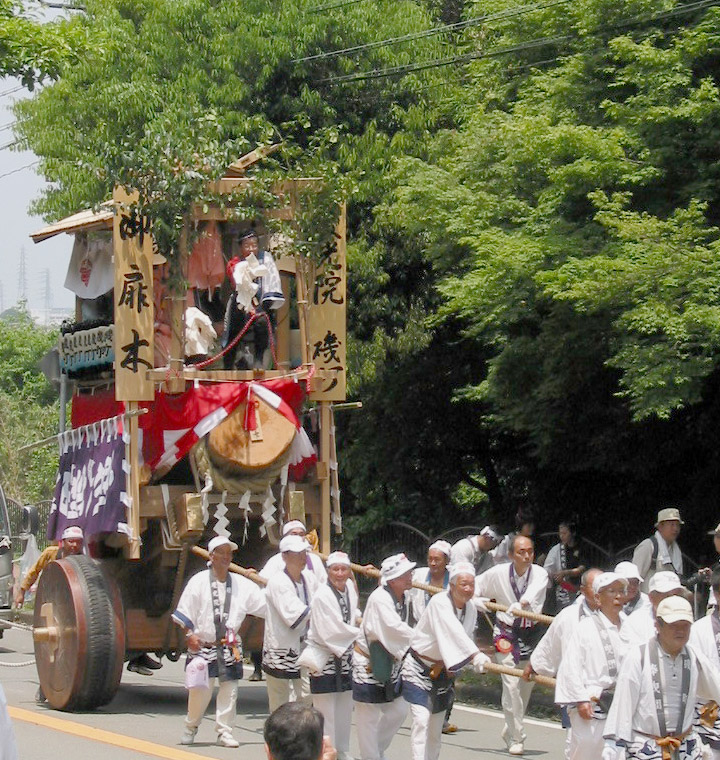
陸曳・慶光院曳

- 第1次陸曳:1986年4月26日・27日・29日、5月10日・11日・17日・18日・24日・25日・31日、6月1日 / 2006年5月5日・6日・7日・12日（一日神領民のみの奉曳日）・13日・14日・19日（一日神領民のみの奉曳日）・20日・21日・26日（一日神領民のみの奉曳日）・27日・28日、6月2日（一日神領民のみの奉曳日）・3日・4日 / （未決定）
- 第1次川曳（かわびき）:1986年5月17・18・24・25日 / 2006年7月22日・23日・29日・30日 / （未決定） *第2次陸曳:1987年5月5日・9日・10日・16日・17日・23日・24日・25日・30日・31日、6月6日・7日 / 2007年5月4日・5日・6日・12日・13日・19日・20日・26日・27日、6月2・3日 / （未決定）（予備日は各月曜日）
- 第2次川曳:1987年5月10日・17日・24日・31日 / 2007年7月21日・22日・28日|・29日（予備日は8月4日・5日） / （未決定）
- 遷宮行事前半最大の大衆参加行事。
- 全神領民が参加するほか、陸曳には全国から参集した「一日神領民」（第61回は約2万人、第62回は1年次約3万5000人）も参加する。
- 行事の概略は、御木曳初式と同様であるが、奉曳コースは以下のとおり若干異なるほか、用材は2本・3本の場合がある。
  - 陸曳は、外宮山田工作場の貯木池へ用材を納める。
  - 川曳は、内宮境内へ宇治橋手前で曳き上げ、参集殿前で神宮に用材を引き渡す。
  - 内宮用材は川曳を行うが、歴史的事情により陸曳を行う例外がある。
    - 遷宮復活に功績のあった慶光院に与えられた領地であった磯町の住民が、内宮扉木を宮川河畔から外宮、倭姫宮を経由して内宮宇治工作場まで陸曳で奉曳する。慶光院曳という。
    - 伊勢湾岸にあり、海運当時の用材集積地であった大湊町の住民が、内宮棟持柱を倭姫宮から内宮宇治工作場まで陸曳で奉曳する。
- 伊勢の「お木曳き」行事として、国の選択無形民俗文化財（風俗習慣・祭礼（信仰））に選択されている。

仮御樋代木伐採式
- 1986年7月13日 / 2006年5月17日 / （未決定）
- 旧殿から新殿まで御神体を遷す際に御神体を入れる「仮御樋代」と「仮御船代」にする用材を切り出す儀式。

鎮地祭※
- 1988年4月25日 / 2008年4月25日（別宮は4月25日 - 5月2日） / （未決定）
- 新宮建設予定地で作業安全を祈る儀式。一般の地鎮祭に相当。
- 神職と物忌（神饌等を扱う童女）によって刈り初め式、穿ち初め式の祭事が斎行される[15]。

宇治橋修造起工式
- 1988年7月19日 / 2008年7月26日 / （未決定）
- 橋の架け替えを前に工事の安全を祈願する。
- 橋を守護する饗土橋姫神社で祝詞奏上後、仮橋架橋位置で橋の杭を3度ずつ打ち固める。

仮橋修祓
- 1988年12月27日 / 2008年12月27日 / （未決定）
- 仮橋完成時に安全祈願のお祓いをする。

宇治橋渡納
- 1989年1月16日 / 2009年2月1日 / （未決定）
- 架け替えられる宇治橋の最後の通行を儀式化。
- 純市民行事として行われる。

宇治橋萬度麻奉下式
- 1989年1月17日 / 2009年2月2日 / （未決定）
- 宇治橋解体前に擬宝珠内に納められている萬度麻を下げる。

宇治橋渡始式
- 1989年11月3日 / 2009年11月3日 / （未決定）
- 橋の安全祈願
- 橋を守護する饗土橋姫神社で祈願した後、萬度麻を擬宝珠に納める。
- 神領地から選ばれた「渡女」を先頭に夫、子夫婦、孫夫婦が渡り初めを行い、全国から選ばれた三世代揃った夫婦が続く。

立柱祭※
- 内宮：1992年3月11日 / 2012年3月4日 / （未決定）
外宮：1992年3月13日 / 2012年3月6日 / （未決定）
- 正殿の柱を最初に立てる儀式。

御形祭
- 内宮：1992年3月11日 / 2012年3月4日 / （未決定）
外宮：1992年3月13日 / 2012年3月6日 / （未決定）
- 御形（正殿の妻の束柱の装飾）を穿つ儀式。
- 立柱祭に続き行われるが非公開。

上棟祭※
- 内宮：1992年3月26日 / 2012年3月26日 / （未決定）
外宮：1992年3月28日 / 2012年3月28日 / （未決定）
- 正殿の棟木を上げる儀式。
- 綱を引っ張り棟木を上げる所作をする。

檐付祭
- 内宮：1992年5月23日 / 2012年5月23日 / （未決定）
外宮：1992年5月25日 / 2012年5月25日 / （未決定）
- 新殿の屋根の萱を葺き始める儀式。

甍祭
- 内宮：1992年7月21日 / 2012年7月21日 / （未決定）
外宮：1992年7月23日 / 2012年7月23日 / （未決定）
- 新殿の屋根を葺き終える儀式。

お白石持行事
- 内宮：1993年7月31日 - 8月11日・8月17日 - 8月19日 / 2013年7月26日 - 8月12日 / （未決定）
外宮：1993年8月2日 - 8月30日 / 2013年8月17日 - 9月1日 / （未決定）
- 遷宮行事後半最大の大衆参加行事。1993年は約21万人が参加した。2013年は226,000人が参加した。
- 宮川河原から採集した「お白石」を御木曳同様に陸曳・川曳で運び、正殿用地に敷き詰める行事。
- 神宮関係者以外にとっては、遷御後は絶対に立ち入ることのできない正殿そばまで入ることができる唯一の機会。
- 基本的には、一日神領民も含め、御木曳行事参加者が参加する。
- 伊勢の「白石持ち」行事として、国の選択無形民俗文化財（風俗習慣・祭礼（信仰））に選択されている。

御戸祭
- 内宮：1993年9月13日 / 2013年9月13日 / （未決定）
外宮：1993年9月15日 / 2013年9月15日 / （未決定）
- 新殿に扉を取り付ける儀式。

御船代奉納式
- 内宮：1993年9月17日 / 2013年9月17日 / （未決定）
外宮：1993年9月19日 / 2013年9月19日 / （未決定）
- 御船代を正殿内に納める儀式。

洗清
- 内宮：1993年9月24日 / 2013年9月24日 / （未決定）
外宮：1993年9月26日 / 2013年9月26日 / （未決定）
- 文字通り新殿内を洗い清める儀式。

心御柱奉建
- 内宮：1993年9月25日 / 2013年9月25日 / （未決定）
外宮：1993年9月27日 / 2013年9月27日 / （未決定）
- 心御柱を新正殿床下に立てる儀式。
- 夜間から深夜に行われ非公開。詳細不明。

杵築祭※
- 内宮：1993年9月28日 / 2013年9月28日 / （未決定）
外宮：1993年9月29日 / 2013年9月29日 / （未決定）
- 新殿敷地を撞き固める儀式。

後鎮祭
- 内宮：1993年10月1日 / 2013年10月1日 / （未決定）
外宮：1993年10月4日 / 2013年10月4日 / （未決定）
- 新殿敷地の平安を祈る儀式。

御装束神宝読合
- 内宮：1993年10月1日 / 2013年10月1日 / （未決定）
外宮：1993年10月4日 / 2013年10月4日 / （未決定）
- 遷宮に合わせ作り替えられた御装束と御神宝を読み合わせる儀式。

川原大祓
- 内宮：1993年10月1日 / 2013年10月1日 / （未決定）
外宮：1993年10月4日 / 2013年10月4日 / （未決定）
- 仮御樋代、仮御船代、御装束神宝や遷御参加者を祓い清める儀式。

御飾
- 内宮：1993年10月2日 / 2013年10月2日 / （未決定）
外宮：1993年10月5日 / 2013年10月5日 / （未決定）
- 殿内装飾。

遷御※
- 内宮：1993年10月2日 / 2013年10月2日 / （未決定）
外宮：1993年10月5日 / 2013年10月5日 / （未決定）
- 荒祭宮：1993年10月10日 / 2013年10月10日、多賀宮：1993年10月13日 / 2013年10月13日、月読宮・月読荒御魂宮：1994年10月6日 / 2014年10月、伊佐奈岐宮・伊佐奈弥宮：1994年10月10日 / 2014年10月、瀧原宮・瀧原竝宮：1994年10月28日 / 2014年10月、伊雑宮：1994年11月5日 / 2014年11月、風日祈宮：1994年11月9日 / 2014年11月、倭姫宮：1994年11月15日 / 2014年11月、土宮：1994年11月19日 / 2014年11月、月夜見宮：1994年12月4日 / 2014年12月、風宮：1994年12月10日 / 2014年12月
- 御神体を旧殿から新殿へ遷す儀式。
- 天岩戸伝説にちなみ鶏鳴三声は、内宮では「カケコー」、外宮では「カケロー」の声で出御する。
- 遷宮行事の中核神事。百名を超える奉仕員（神官）が参加する。また出御の時刻には、天皇が神嘉殿の前庭から伊勢を拝礼するとされる。
- 皇族を始め多数の参列者が見守るが、儀式は夜間（2013年は20時より出御）行われ、照明も松明のみとなる。

大御饌
- 内宮：1993年10月3日 / 2013年10月3日 / （未決定）
外宮：1993年10月6日 / 2013年10月6日 / （未決定）
- 新殿において、初めて大御饌を奉る儀式。

奉幣
- 内宮：1993年10月3日 / 2013年10月3日 / （未決定）
外宮：1993年10月6日 / 2013年10月6日 / （未決定）
- 天皇から奉られる幣帛を奉納する儀式。

古物渡
- 内宮：1993年10月3日 / 2013年10月3日 / （未決定）
外宮：1993年10月6日 / 2013年10月6日 / （未決定）
- 旧殿内の神宝類を新殿の西宝殿に移す儀式。

御神楽御饌
- 内宮：1993年10月3日 / 2013年10月3日 / （未決定）
外宮：1993年10月6日 / 2013年10月6日 / （未決定）
- 御神楽に先立ち大御饌を奉る儀式。

御神楽※
- 内宮：1993年10月3日 / 2013年10月3日 / （未決定）
外宮：1993年10月6日 / 2013年10月6日 / （未決定）
- 天皇から派遣された宮内庁式部職の楽師が御神楽などを奉納する儀式。

## 歴史
| 年月日                             | 年月日                             | 事柄               | 事柄               | 天皇          | 備考                                  |
| ---------------------------------- | ---------------------------------- | ------------------ | ------------------ | ------------- | ------------------------------------- |
| 天武天皇14年（685年）              | 天武天皇14年（685年）              | 式年遷宮の制を制定 | 式年遷宮の制を制定 | 天武          |                                       |
| 持統天皇4年（690年）9月16日        | 持統天皇4年（690年）9月16日        | 第1回式年遷宮      | 内宮               | 持統          |                                       |
| 持統天皇6年（692年）9月15日        | 持統天皇6年（692年）9月15日        | 第1回式年遷宮      | 外宮               | 持統          |                                       |
| 和銅2年（709年）9月16日            | 和銅2年（709年）9月16日            | 第2回式年遷宮      | 内宮               | 元明          |                                       |
| 和銅4年（711年）9月15日            | 和銅4年（711年）9月15日            | 第2回式年遷宮      | 外宮               | 元明          |                                       |
| 天平元年（729年）9月16日           | 天平元年（729年）9月16日           | 第3回式年遷宮      | 内宮               | 聖武          | 1年延引。                             |
| 天平4年（732年）9月15日            | 天平4年（732年）9月15日            | 第3回式年遷宮      | 外宮               | 聖武          | 2年延引。                             |
| 天平19年（747年）9月16日           | 天平19年（747年）9月16日           | 第4回式年遷宮      | 内宮               | 聖武          | 1年繰り上げ。                         |
| 天平勝宝元年（749年）9月15日       | 天平勝宝元年（749年）9月15日       | 第4回式年遷宮      | 外宮               | 孝謙          | 2年繰り上げ。                         |
| 天平神護2年（766年）9月16日        | 天平神護2年（766年）9月16日        | 第5回式年遷宮      | 内宮               | 称徳          |                                       |
| 神護景雲2年（768年）9月15日        | 神護景雲2年（768年）9月15日        | 第5回式年遷宮      | 外宮               | 称徳          |                                       |
| 延暦4年（785年）9月18日            | 延暦4年（785年）9月18日            | 第6回式年遷宮      | 内宮               | 桓武          |                                       |
| 延暦6年（787年）9月15日            | 延暦6年（787年）9月15日            | 第6回式年遷宮      | 外宮               | 桓武          |                                       |
| 延暦11年（792年）                  | 延暦11年（792年）                  | 臨時遷宮           | 内宮               | 桓武          |                                       |
| 弘仁元年（810年）9月16日           | 弘仁元年（810年）9月16日           | 第7回式年遷宮      | 内宮               | 嵯峨          | 6年延引。                             |
| 弘仁3年（812年）9月15日            | 弘仁3年（812年）9月15日            | 第7回式年遷宮      | 外宮               | 嵯峨          | 6年延引。                             |
| 天長6年（829年）9月16日            | 天長6年（829年）9月16日            | 第8回式年遷宮      | 内宮               | 淳和          |                                       |
| 天長8年（831年）9月15日            | 天長8年（831年）9月15日            | 第8回式年遷宮      | 外宮               | 淳和          |                                       |
| 嘉祥2年（849年）9月16日            | 嘉祥2年（849年）9月16日            | 第9回式年遷宮      | 内宮               | 仁明          | 1年延引。                             |
| 仁寿元年（851年）9月15日           | 仁寿元年（851年）9月15日           | 第9回式年遷宮      | 外宮               | 文徳          | 1年延引。                             |
| 貞観10年（868年）9月16日           | 貞観10年（868年）9月16日           | 第10回式年遷宮     | 内宮               | 清和          |                                       |
| 貞観12年（870年）9月15日           | 貞観12年（870年）9月15日           | 第10回式年遷宮     | 外宮               | 清和          |                                       |
| 仁和2年（886年）9月16日            | 仁和2年（886年）9月16日            | 第11回式年遷宮     | 内宮               | 光孝          | 1年繰り上げ。                         |
| 寛平元年（889年）9月15日           | 寛平元年（889年）9月15日           | 第11回式年遷宮     | 外宮               | 宇多          |                                       |
| 延喜5年（905年）9月16日            | 延喜5年（905年）9月16日            | 第12回式年遷宮     | 内宮               | 醍醐          |                                       |
| 延喜7年（907年）9月15日            | 延喜7年（907年）9月15日            | 第12回式年遷宮     | 外宮               | 醍醐          | 1年繰り上げ。                         |
| 延長2年（924年）9月16日            | 延長2年（924年）9月16日            | 第13回式年遷宮     | 内宮               | 醍醐          |                                       |
| 延長4年（926年）9月15日            | 延長4年（926年）9月15日            | 第13回式年遷宮     | 外宮               | 醍醐          |                                       |
| 天慶6年（943年）9月16日            | 天慶6年（943年）9月16日            | 第14回式年遷宮     | 内宮               | 朱雀          |                                       |
| 天慶8年（945年）12月15日           | 天慶8年（945年）12月15日           | 第14回式年遷宮     | 外宮               | 朱雀          | 3か月延引。                           |
| 応和2年（962年）9月16日            | 応和2年（962年）9月16日            | 第15回式年遷宮     | 内宮               | 村上          |                                       |
| 康保元年（964年）9月15日           | 康保元年（964年）9月15日           | 第15回式年遷宮     | 外宮               | 村上          |                                       |
| 天元4年（981年）9月17日            | 天元4年（981年）9月17日            | 第16回式年遷宮     | 内宮               | 円融          | 1日延引。                             |
| 永観元年（983年）9月15日           | 永観元年（983年）9月15日           | 第16回式年遷宮     | 外宮               | 円融          |                                       |
| 長保2年（1000年）9月16日           | 長保2年（1000年）9月16日           | 第17回式年遷宮     | 内宮               | 一条          |                                       |
| 長保4年（1002年）9月15日           | 長保4年（1002年）9月15日           | 第17回式年遷宮     | 外宮               | 一条          |                                       |
| 寛仁3年（1019年）9月17日           | 寛仁3年（1019年）9月17日           | 第18回式年遷宮     | 内宮               | 後一条        | 1日延引。                             |
| 治安元年（1021年）9月15日          | 治安元年（1021年）9月15日          | 第18回式年遷宮     | 外宮               | 後一条        |                                       |
| 長暦2年（1038年）9月16日           | 長暦2年（1038年）9月16日           | 第19回式年遷宮     | 内宮               | 後朱雀        |                                       |
| 長久元年（1040年）9月15日          | 長久元年（1040年）9月15日          | 第19回式年遷宮     | 外宮               | 後朱雀        |                                       |
| 天喜5年（1057年）9月16日           | 天喜5年（1057年）9月16日           | 第20回式年遷宮     | 内宮               | 後冷泉        |                                       |
| 康平2年（1059年）9月15日           | 康平2年（1059年）9月15日           | 第20回式年遷宮     | 外宮               | 後冷泉        |                                       |
| 承保3年（1076年）9月16日           | 承保3年（1076年）9月16日           | 第21回式年遷宮     | 内宮               | 白河          |                                       |
| 承暦2年（1078年）9月15日           | 承暦2年（1078年）9月15日           | 第21回式年遷宮     | 外宮               | 白河          |                                       |
| 嘉保2年（1095年）9月16日           | 嘉保2年（1095年）9月16日           | 第22回式年遷宮     | 内宮               | 堀河          |                                       |
| 承徳元年（1097年）9月15日          | 承徳元年（1097年）9月15日          | 第22回式年遷宮     | 外宮               | 堀河          |                                       |
| 永久2年（1114年）9月16日           | 永久2年（1114年）9月16日           | 第23回式年遷宮     | 内宮               | 鳥羽          |                                       |
| 永久4年（1116年）9月15日           | 永久4年（1116年）9月15日           | 第23回式年遷宮     | 外宮               | 鳥羽          |                                       |
| 長承2年（1133年）9月16日           | 長承2年（1133年）9月16日           | 第24回式年遷宮     | 内宮               | 崇徳          |                                       |
| 保延元年（1135年）9月15日          | 保延元年（1135年）9月15日          | 第24回式年遷宮     | 外宮               | 崇徳          |                                       |
| 仁平2年（1152年）9月16日           | 仁平2年（1152年）9月16日           | 第25回式年遷宮     | 内宮               | 近衛          |                                       |
| 久寿元年（1154年）9月19日          | 久寿元年（1154年）9月19日          | 第25回式年遷宮     | 外宮               | 近衛          | 4日延引。                             |
| 観応元年（1169年）                 | 観応元年（1169年）                 | 臨時遷宮           | 内宮               | 高倉          |                                       |
| 承安元年（1171年）9月16日          | 承安元年（1171年）9月16日          | 第26回式年遷宮     | 内宮               | 高倉          |                                       |
| 承安3年（1173年）9月15日           | 承安3年（1173年）9月15日           | 第26回式年遷宮     | 外宮               | 高倉          |                                       |
| 建久元年（1190年）9月16日          | 建久元年（1190年）9月16日          | 第27回式年遷宮     | 内宮               | 後鳥羽        |                                       |
| 建久3年（1192年）9月15日           | 建久3年（1192年）9月15日           | 第27回式年遷宮     | 外宮               | 後鳥羽        |                                       |
| 承元3年（1209年）9月16日           | 承元3年（1209年）9月16日           | 第28回式年遷宮     | 内宮               | 土御門        |                                       |
| 建暦元年（1211年）9月15日          | 建暦元年（1211年）9月15日          | 第28回式年遷宮     | 外宮               | 順徳          |                                       |
| 安貞2年（1228年）9月16日           | 安貞2年（1228年）9月16日           | 第29回式年遷宮     | 内宮               | 後堀河        |                                       |
| 寛喜2年（1230年）9月15日           | 寛喜2年（1230年）9月15日           | 第29回式年遷宮     | 外宮               | 後堀河        |                                       |
| 宝治元年（1247年）9月16日          | 宝治元年（1247年）9月16日          | 第30回式年遷宮     | 内宮               | 後深草        |                                       |
| 建長元年（1249年）9月26日          | 建長元年（1249年）9月26日          | 第30回式年遷宮     | 外宮               | 後深草        | 11日延引。                            |
| 文永6年（1266年）9月16日           | 文永6年（1266年）9月16日           | 第31回式年遷宮     | 内宮               | 亀山          |                                       |
| 文永5年（1268年）9月15日           | 文永5年（1268年）9月15日           | 第31回式年遷宮     | 外宮               | 亀山          |                                       |
| 弘安8年（1285年）9月16日           | 弘安8年（1285年）9月16日           | 第32回式年遷宮     | 内宮               | 後宇多        |                                       |
| 弘安10年（1287年）9月18日          | 弘安10年（1287年）9月18日          | 第32回式年遷宮     | 外宮               | 後宇多        |                                       |
| 嘉元2年（1304年）12月22日          | 嘉元2年（1304年）12月22日          | 第33回式年遷宮     | 内宮               | 後二条        | 3か月延引。                           |
| 徳治元年（1306年）12月20日         | 徳治元年（1306年）12月20日         | 第33回式年遷宮     | 外宮               | 後二条        | 3か月延引。                           |
| 元亨3年（1323年）9月16日           | 元亨3年（1323年）9月16日           | 第34回式年遷宮     | 内宮               | 後醍醐        |                                       |
| 正中2年（1325年）9月16日           | 正中2年（1325年）9月16日           | 第34回式年遷宮     | 外宮               | 後醍醐        |                                       |
| 興国4年/康永2年（1343年）12月28日  | 興国4年/康永2年（1343年）12月28日  | 第35回式年遷宮     | 内宮               | 後村上/光明   | 1年延引。                             |
| 興国6年/貞和元年（1345年）12月27日 | 興国6年/貞和元年（1345年）12月27日 | 第35回式年遷宮     | 外宮               | 後村上/光明   | 1年延引。                             |
| 正平19年/貞治3年（1364年）2月16日  | 正平19年/貞治3年（1364年）2月16日  | 第36回式年遷宮     | 内宮               | 後村上/後光厳 | 2年延引。                             |
| 天授6年/康暦2年（1380年）2月8日    | 天授6年/康暦2年（1380年）2月8日    | 第36回式年遷宮     | 外宮               | 後亀山/後円融 | 16年延引。                            |
| 元中8年/明徳2年（1391年）12月20日  | 元中8年/明徳2年（1391年）12月20日  | 第37回式年遷宮     | 内宮               | 後亀山/後小松 | 8年延引。                             |
| 応永7年（1400年）2月28日           | 応永7年（1400年）2月28日           | 第37回式年遷宮     | 外宮               | 後小松        | 1年延引。                             |
| 応永18年（1411年）12月             | 応永18年（1411年）12月             | 第38回式年遷宮     | 内宮               | 後小松        | 1年延引。                             |
| 応永26年（1419年）12月21日         | 応永26年（1419年）12月21日         | 第38回式年遷宮     | 外宮               | 称光          |                                       |
| 永享3年（1431年）12月28日          | 永享3年（1431年）12月28日          | 第39回式年遷宮     | 内宮               | 後花園        | 1年延引。                             |
| 永享6年（1434年）9月15日           | 永享6年（1434年）9月15日           | 第39回式年遷宮     | 外宮               | 後花園        | 4年繰り上げ。                         |
| 寛正3年（1462年）12月27日          | 寛正3年（1462年）12月27日          | 第40回式年遷宮     | 内宮               | 後花園        | 12年延引。以降、長期中断。            |
| 永禄6年（1563年）9月23日           | 永禄6年（1563年）9月23日           | 第40回式年遷宮     | 外宮               | 正親町        |                                       |
| 天正13年（1585年）                 | 10月13日                           | 第41回式年遷宮     | 内宮               | 正親町        | 3年延引。以降、同年斎行が常例となる。 |
| 天正13年（1585年）                 | 10月15日                           | 第41回式年遷宮     | 外宮               | 正親町        | 3年延引。以降、同年斎行が常例となる。 |
| 慶長14年（1609年）                 | 9月21日                            | 第42回式年遷宮     | 内宮               | 後陽成        | 5年延引。                             |
| 慶長14年（1609年）                 | 9月27日                            | 第42回式年遷宮     | 外宮               | 後陽成        | 5年延引。                             |
| 寛永6年（1629年）                  | 9月21日                            | 第43回式年遷宮     | 内宮               | 後水尾        | 以降、20年周期での斎行が常例となる。  |
| 寛永6年（1629年）                  | 9月23日                            | 第43回式年遷宮     | 外宮               | 後水尾        | 以降、20年周期での斎行が常例となる。  |
| 慶安2年（1649年）                  | 9月25日                            | 第44回式年遷宮     | 内宮               | 後光明        |                                       |
| 慶安2年（1649年）                  | 9月27日                            | 第44回式年遷宮     | 外宮               | 後光明        |                                       |
| 寛文9年（1669年）                  | 9月26日                            | 第45回式年遷宮     | 内宮               | 霊元          |                                       |
| 寛文9年（1669年）                  | 9月28日                            | 第45回式年遷宮     | 外宮               | 霊元          |                                       |
| 天和3年（1683年）3月10日           | 天和3年（1683年）3月10日           | 臨時遷宮           | 内宮               | 霊元          |                                       |
| 元禄2年（1689年）                  | 9月10日                            | 第46回式年遷宮     | 内宮               | 東山          |                                       |
| 元禄2年（1689年）                  | 9月13日                            | 第46回式年遷宮     | 外宮               | 東山          |                                       |
| 宝永6年（1709年）                  | 9月2日                             | 第47回式年遷宮     | 内宮               | 中御門        |                                       |
| 宝永6年（1709年）                  | 9月5日                             | 第47回式年遷宮     | 外宮               | 中御門        |                                       |
| 享保14年（1729年）                 | 9月3日                             | 第48回式年遷宮     | 内宮               | 中御門        |                                       |
| 享保14年（1729年）                 | 9月6日                             | 第48回式年遷宮     | 外宮               | 中御門        |                                       |
| 寛延2年（1749年）                  | 9月1日                             | 第49回式年遷宮     | 内宮               | 桃園          |                                       |
| 寛延2年（1749年）                  | 9月4日                             | 第49回式年遷宮     | 外宮               | 桃園          |                                       |
| 明和6年（1769年）                  | 9月3日                             | 第50回式年遷宮     | 内宮               | 後桜町        |                                       |
| 明和6年（1769年）                  | 9月6日                             | 第50回式年遷宮     | 外宮               | 後桜町        |                                       |
| 寛政元年（1789年）                 | 9月1日                             | 第51回式年遷宮     | 内宮               | 光格          |                                       |
| 寛政元年（1789年）                 | 9月1日                             | 第51回式年遷宮     | 外宮               | 光格          |                                       |
| 文化6年（1809年）                  | 10月16日                           | 第52回式年遷宮     | 内宮               | 光格          |                                       |
| 文化6年（1809年）                  | 10月16日                           | 第52回式年遷宮     | 外宮               | 光格          |                                       |
| 文政12年（1829年）                 | 9月2日                             | 第53回式年遷宮     | 内宮               | 仁孝          |                                       |
| 文政12年（1829年）                 | 9月5日                             | 第53回式年遷宮     | 外宮               | 仁孝          |                                       |
| 嘉永2年（1849年）                  | 9月2日                             | 第54回式年遷宮     | 内宮               | 孝明          |                                       |
| 嘉永2年（1849年）                  | 9月5日                             | 第54回式年遷宮     | 外宮               | 孝明          |                                       |
| 明治2年（1869年）                  | 9月4日                             | 第55回式年遷宮     | 内宮               | 明治          |                                       |
| 明治2年（1869年）                  | 9月7日                             | 第55回式年遷宮     | 外宮               | 明治          |                                       |
| 明治22年（1889年）                 | 10月2日                            | 第56回式年遷宮     | 内宮               | 明治          |                                       |
| 明治22年（1889年）                 | 10月5日                            | 第56回式年遷宮     | 外宮               | 明治          |                                       |
| 明治33年（1900年）10月2日          | 明治33年（1900年）10月2日          | 臨時遷宮           | 内宮               | 明治          |                                       |
| 明治42年（1909年）                 | 10月2日                            | 第57回式年遷宮     | 内宮               | 明治          |                                       |
| 明治42年（1909年）                 | 10月5日                            | 第57回式年遷宮     | 外宮               | 明治          |                                       |
| 昭和4年（1929年）                  | 10月2日                            | 第58回式年遷宮     | 内宮               | 昭和          |                                       |
| 昭和4年（1929年）                  | 10月5日                            | 第58回式年遷宮     | 外宮               | 昭和          |                                       |
| 昭和28年（1953年）                 | 10月2日                            | 第59回式年遷宮     | 内宮               | 昭和          | 4年延引。                             |
| 昭和28年（1953年）                 | 10月5日                            | 第59回式年遷宮     | 外宮               | 昭和          | 4年延引。                             |
| 昭和48年（1973年）                 | 10月2日                            | 第60回式年遷宮     | 内宮               | 昭和          |                                       |
| 昭和48年（1973年）                 | 10月5日                            | 第60回式年遷宮     | 外宮               | 昭和          |                                       |
| 平成5年（1993年）                  | 10月2日                            | 第61回式年遷宮     | 内宮               | 上皇          |                                       |
| 平成5年（1993年）                  | 10月5日                            | 第61回式年遷宮     | 外宮               | 上皇          |                                       |
| 平成25年（2013年）                 | 10月2日                            | 第62回式年遷宮     | 内宮               | 上皇          |                                       |
| 平成25年（2013年）                 | 10月5日                            | 第62回式年遷宮     | 外宮               | 上皇          |                                       |

※日付は1872年（明治5年）までは旧暦（太陰太陽暦）。1873年（明治6年）からは新暦（太陽暦）。

### 南北朝 - 戦国時代
南北朝時代に入ると、国政の混乱により延引が常態化し、日付も当初の式日からずれ、完全に不定例化する。南北朝統一後も混乱は続き、永享3年（1431年）の第39回遷宮（内宮）では、材木の調達不足に加えて金物の寸法違いもあり、社殿が完成しないまま遷宮を実施し、一部殿社は結局造替されなかった。続く第40回遷宮は、内宮については、神宮側から朝廷に向けて愁訴を繰り返し上奏し、寛正3年（1462年）、室町幕府第8代将軍足利義政や造営使大中臣秀忠の私費でもって、12年の延引で実現したが、直後に勃発した応仁の乱で幕府が分裂する事態に至り、続く外宮についてはついに斎行のめどが立たず、1世紀にわたり遷宮は中絶を余儀なくされた。
この間、殿社は荒廃の一途をたどり、湿気により建材や装束、神宝が湿損し、神事に際して神職が昇殿することすら危ぶまれる状態になった。正規の遷宮は行える状況ではなく、仮殿への一時動座を伴う応急の修繕で急場をしのぐことが常態化したが、明応6年（1497年）には、内宮は仮殿を造営することすらままならなくなった。勅許を得ないまま、正殿がいよいよ倒壊目前の状態になったため、神職が私費で「儲殿」を建てることを検討せざるを得ない状態となったが、この時は最終的に、神宮側が全経費を負担することを条件に、仮殿の造営が認められた。更に外宮に至っては、文明18年（1486年）、山田合戦に直接巻き込まれ、正殿が戦火で炎上するという未曽有の珍事に至った。やむなく御神体は古殿に遷され、ここからさらに仮殿への遷宮を繰り返して急場をしのいだ。

### 復興、江戸時代
遷宮が中断したまま1世紀近くが経過したのち、慶光院清順が、宇治大橋の架橋を果たしたのを皮切りに、式年遷宮の復興に乗り出す。内宮側は清順が仏教僧侶であることを理由に難色を示したので、外宮側の了解を取り付けて、清順の名で全国の戦国大名諸将に書を送り、遷宮費の奉納を求めた。これが実を結び、永禄6年（1563年）、内宮の遷宮から101年目にして、外宮の遷宮が成った。次いで第41回の遷宮では、清順の跡を継いだ周養が諸大名に働きかけ、足利将軍に代わって天下人となった織田信長が寄進を行う。造営開始直後に本能寺の変で横死した信長に代わって天下の覇権を握った豊臣秀吉も同じく大規模な寄進を行い、天正13年（1585年）、両宮の式年遷宮が復活した。この時、両宮の式年を同年に行う初例となり、その前後をめぐって両宮の間で意見の相違がみられた（伊勢神宮遷宮前後相論）。また、外宮の神宝については、内宮に准ずる形で品目が中断前の規定と比べて増加しており、また、遷宮に際して旧神宝を引き続き神宝として納めて、点数が増えていた例も確認されている、
続く天下人となった徳川家康のもとでの慶長14年（1609年）、第42回式年遷宮においては、造営料3万石が寄進され、山田奉行の指揮のもと、親藩の尾張藩、紀州藩から御用材が調達されるなど、安定的に式年遷宮が繰り返されるようになる。儀式次第については、寛文9年（1669年）の第45回式年遷宮でほぼ旧令に復した。

## 古殿地
遷宮される社殿は、同じ広さの敷地が左右に並び、二つの敷地に20年間隔で交互に社殿を建て、御神体が行き来する。二つの敷地の内、神が鎮座していない、空の状態の社殿の敷地は「古殿地（こでんち）」あるいは「御敷地（みしきち）」と呼ばれる。
古来、古殿は神が隣の新社殿に遷御してからも、社殿自体は引き続き参拝者の崇敬、拝礼を受け続けており、神宮側も、特に古殿地を守る神職を置いていた。そして、次の遷宮に際して新しい社殿を建てる直前に、壊却されていた。この時点では、旧社殿はその聖性ゆえに、原則として次期遷宮まで、建築から数えて約40年間は存置することとされ、社殿に損傷や剥落が見られても早期の壊却は行われず、心御柱にまで倒壊の恐れが生じて初めて、壊却が認められた。
そのため、敷地には原則、現在用いられている社殿とその前の古殿が並んで立っていた。この間、現行の社殿が不慮の火災や破損などによって臨時遷宮を行うことになった時には、社殿再築までの間の御神体の安置場所として仮殿を設ける必要があるが、その時に古殿地の旧社殿を仮殿とした例がある。
明治期に入ると、この慣例が大転換し、旧社殿は遷御後、速やかに壊却されるようになった。明治5年（1872年）、神宮司庁内の検討において、従前の古殿の存置を「非常の備え」のためのものであったと解釈、却って失火の時に延焼の恐れがあるなどの理由により、神祇省に申し立てを行い、結果、3年前の第55回遷宮で残されていた旧社殿が壊却された。一説には、神宮司庁が神宮大麻の頒布を始めるにあたり、撤下古材をもってその材料とした、とされる。
これ以降、旧社殿は遷宮からほどなくして壊却されるようになり、両敷地には原則、現行の社殿と、次期社殿の建築を待つ更地が並び立つようになった。